# 笠
笠（）は、被り物の一種。雨や雪、直射日光などが当たらないように頭に被る道具で、外出の際に顔を隠すのに用いることもある。東アジアおよび東南アジアで古くから広く用いられている。傘（）、差傘/差し傘（）、手傘（）と区別する意をもって被り笠（）ともいう。
助数詞は、蓋（、がい）、笠（）、頭（）、枚（）。
転義として以下のものがある。

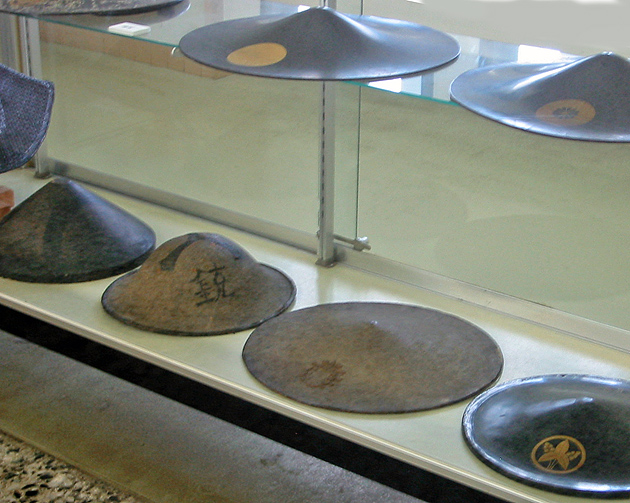
様々な笠

1. 被り物の「笠」のような形状の物を、被り物の笠に譬えていう[注 3]。
2. 紋所の名の一つ。家紋の一つ。笠紋ともいう。笠の図案の助数詞は蓋（）[1][注 4]。
3. 日本語の姓氏の一つ[11]。

本項では、被り物の笠を主として解説し、その後に、笠紋などについて解説する。

## 概要

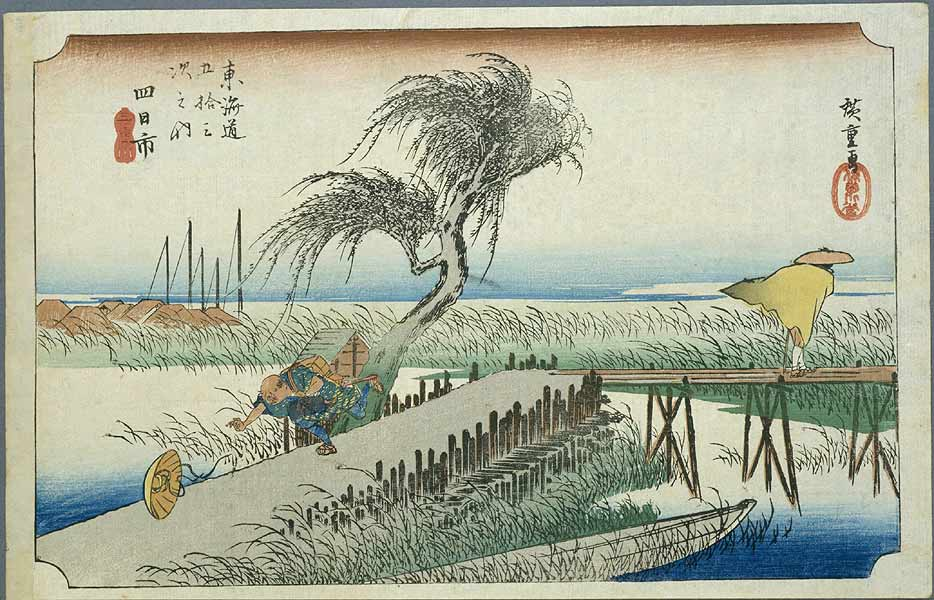
歌川広重 名所浮世絵揃物『東海道五十三次之内 四日市 三重川』
----
2人の旅人が描かれているが、右にいる蓑笠の男は風に逆らって歩き、左の男は強風で飛ばされた笠を慌てて追いかけている。

笠の材質は檜板・竹・藺草・菅製で、塗笠は、檜や杉の板材を薄く剥いだ「へぎ板」に和紙を貼って漆を塗って作成した物で、平安時代末期には主に老女が使用し、江戸時代初期には若い女性が使用した。
一方、陣笠は、竹で網代を組んで和紙を貼り、墨で染めて柿渋を塗って作成したものである。刃や飛来する矢などから身を守る防具であり、手に持って盾として使用することもあった。
また、それとは別に戦国時代から足軽・雑兵などの農民兵に貸与・支給されていた防具・代用兜。はじめは煮締めた皮革の裏側に「筋金（）」と呼ばれる鍛鉄製の骨板を渡し漆をかけた陣笠を使っていたが、鉄砲普及後に総鍛鉄製のものに取って代わられた。鍛鉄製板を切り抜き、笠状に整形して防水用に漆をかけるだけの工程のため、通常の兜を作るよりもはるかに手間と費用がかからない。装着時には通常吸汗とクッションとして手ぬぐいなどの布を折りたたんで頭との間に敷いた。また日よけ・雨風よけや虫除け、首筋への矢除けに垂れ布を市女笠の虫の垂衣のように視界のある前方以外に垂らすこともあった。
「具足剣術」と呼ばれる鎧を着込んで行う剣術の一部には手盾として使われる使用法も残っている。『海国兵談』には、牛皮を用いて笠の形にして、手の甲・手首を守る形の手盾として、「牛皮楯」の記述・絵図があり、オランダ・中国が用いた戦法として紹介されている。
防具のほか、野営での調理の際にはよく洗った鍛鉄製陣笠を大鍋として用い、味噌玉を溶かして芋がら縄など食材を入れ、3～4人分の陣中食を用意するといった使われ方もした。

## 種類
江戸時代後期の合巻作者・柳亭種彦は、随筆『柳亭筆記』の中で豊富な引用文献を付しながら種々の笠を解説している。

### 製法別

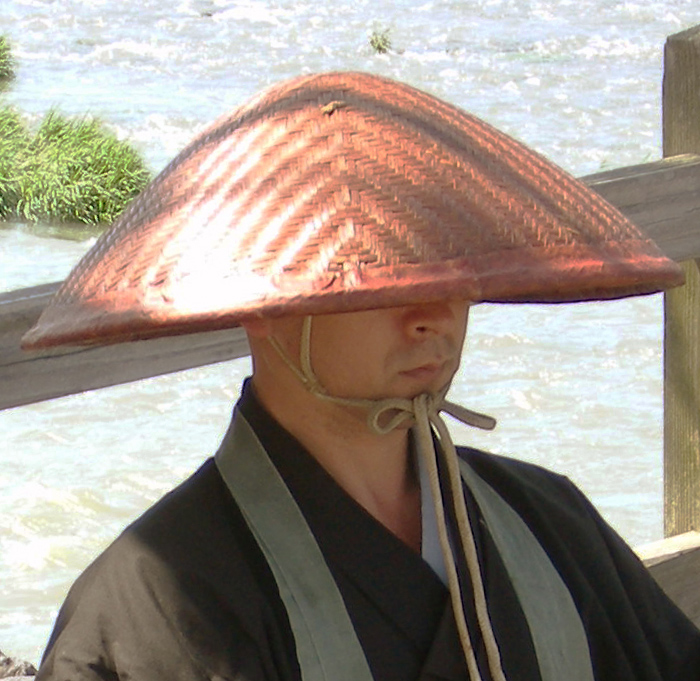
網代笠を被る托鉢僧。托鉢笠としての網代笠

編笠/編み笠（）
藺草（）、稲藁（）、真菰（）、木の皮、竹の皮などの茎に材を取り、編んで作る被り笠。形態は、材質と用途を基準にして、円錐形、円錐台形、帽子形、円筒形、漏斗形、二つ折形など、6型に分類される。
初出は『新撰六帖』巻5 に見られる記述ますらをのすげのあみがさ打ちたれてめをもあはせず人の成行く　─藤原家良のすげのあみがさ（菅の編笠）。
季語としての「編笠」は、夏の季語。「編笠」を親季語とする子季語には、台笠（）、菅笠（、すががさ）、藺笠（）、檜笠（、ひのきがさ）、熊谷笠（、くまがえがさ）、網代笠（）、市女笠（）がある。
組笠（）

縫笠（）

押笠/押え笠（）
竹皮やビロウの葉などを竹の骨組の上からかぶせ、円錐形・帽子形・半円球形・褄折形・桔梗形に押さえ止めて作る笠。
張笠/張り笠（）
竹の骨組の上に紙を幾重にも張り付け、仕上げに渋（柿渋）を引いた笠。また、油紙を張った笠。
塗笠/塗り笠（）
油・渋（柿渋）・漆のいずれかを塗った笠。
綾藺笠（）
藺草（）を綾織りに編み、裏に絹布を張って作った被り笠。中央に大きな巾子（）がある。平安時代以降、武士が狩猟・遠行・流鏑馬などの際に被った。他に、田楽法師などもこれを使った。綾笠（）ともいう。
初出は『今昔物語集』巻第25 に見られる記述綾藺笠を著て〔中略〕胡簶（）を負ての綾藺笠（）。

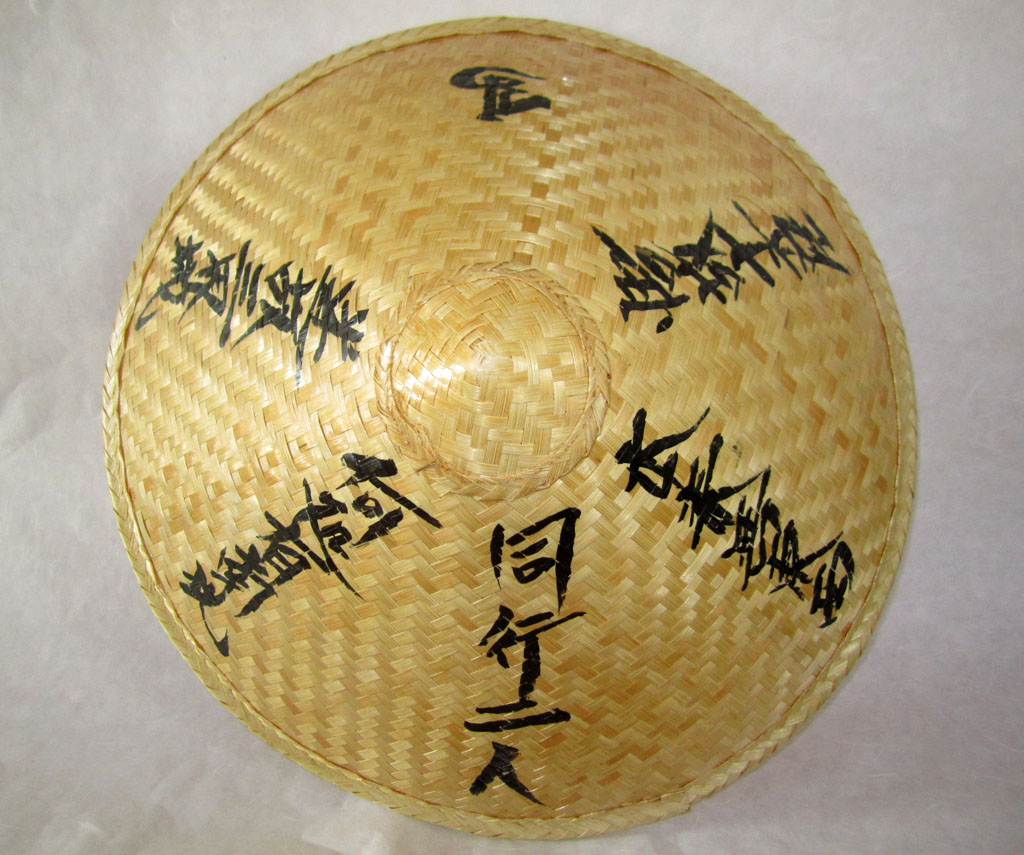
遍路笠としての網代笠

網代笠（）
網代編（）の組笠。編み方に由来する名称であり、素材を問わないが、実際には竹ひごを主材としたものが主流。そのため、辞書類は「竹ひごを網代に編んだ笠」などと説明するものが多い。
今や使用者のほとんどは托鉢僧と遍路者であるが、戦前までは農家などでも広く用いられていた。托鉢僧がこれを用いるのには、修行中の身であるがゆえ、顔を隠して外の世界と関係を絶つという意味合いがあるという。また、雨水を防ぎながらも通気性が良いので、強い日差しや雨風に曝される過酷な環境で大いに実用的でもある。防水性と防腐性をさらに高めるために柿渋引きしたものも多く、そういったものは飴色をしている。
季語としての「網代笠」は、夏の季語。「編笠」を親季語とする子季語の一つ。

### 材料別
藺笠（）
藺（）の茎で編んだ被り笠。日除け用。いおりがさ。
初出は『延喜式』。
季語としての「藺笠」は、夏の季語。「編笠」を親季語とする子季語の一つ。
菅笠（、すががさ）
菅（、すが）の葉を編んで作った被り笠。菅の笠（）ともいう。
初出は『万葉集』で、巻第11-2819、笠縫邑にゆかりの菅笠の歌おしてる 難波管笠 置き古し 後は誰が着む 笠ならなくにや、巻第16-3875すくなきよ 道にあはさば いろげせる 菅笠小笠 吾がうなげる 珠の七つを 取替へもに、「菅笠（）」の名がある。
富山県高岡市の福岡地区は古くより菅笠の一大生産地で、現在も全国の約90%のシェアを誇り、菅笠の製作技術を綿々と伝承してきた。これにより越中福岡の菅笠製作技術保存会が「越中福岡の菅笠製作技術」として2009年3月11日に国の重要無形民俗文化財の指定を受け、2017年11月30日には「越中福岡の菅笠」として、国の伝統的工芸品に指定された。
季語としての「菅笠」は、夏の季語。「編笠」を親季語とする子季語の一つ。
檜笠/桧笠（、ひのきがさ）
檜（）、杉（）、松（）、櫟（）などで作った経木を材に取った網代笠。古くは大和国大峰山の修験者がもっぱら用いたことから、行者笠（）ともいった。
初出は鴨長明の仏教説話集『発心集』巻第7に見られる記述かたかた破れうせたる檜笠をきたり。
季語としての「檜笠」は、夏の季語。「編笠」を親季語とする子季語の一つ。
竹笠（）
竹や竹ひごで作った網代笠。
初出は橘成季編纂『古今著聞集』巻第12 に所収の歌しげどうの弓に のやおひて 竹笠をきたりけり。
筍笠/たけのこ笠（）
裂いた筍の皮を編んで作った被り笠。竹皮笠/竹の皮笠（）、たけかわ、法性寺笠（）ともいう。
初出は京大本『湯山聯句鈔』に見られる記述雨の時の具は たけのこがさであるぞ。
葛笠/葛籠笠（）
葛藤（）で作った網代笠。市女笠に似ているが、中の峰がやや低い。多くは漆塗りが施されていた。
五街道が整備された江戸時代初頭から東海道五十三次の50番目の宿場町・水口宿界隈では旅人を顧客にして水口細工が隆盛し始めたが、その流れの中から洗練された葛笠が生み出され、水口笠（）の名で広く知られるようになった。水口笠は明暦・天和年間に若い女子の間で流行し、のちには風流好みの江戸の男子までがこれを用いた。他に、葛小笠（）、葛帽子（）ともいう。
「葛帽子」の初出は、松江重頼の俳諧論書『毛吹草』巻第5 所収の句姫松のつづらほうしや藤の花　─作者不知。「葛笠」の初出は、井原西鶴の浮世草子『織留』巻第2 に見られる記述辻のぬけたる葛笠を被き住みなれたるわが宿の名残。
藤笠（）
藤（）の蔓を編んで作った被り笠。元文年間の頃に流行し、若年の武士・医師・僧侶などが多く用いた。

### 用途別

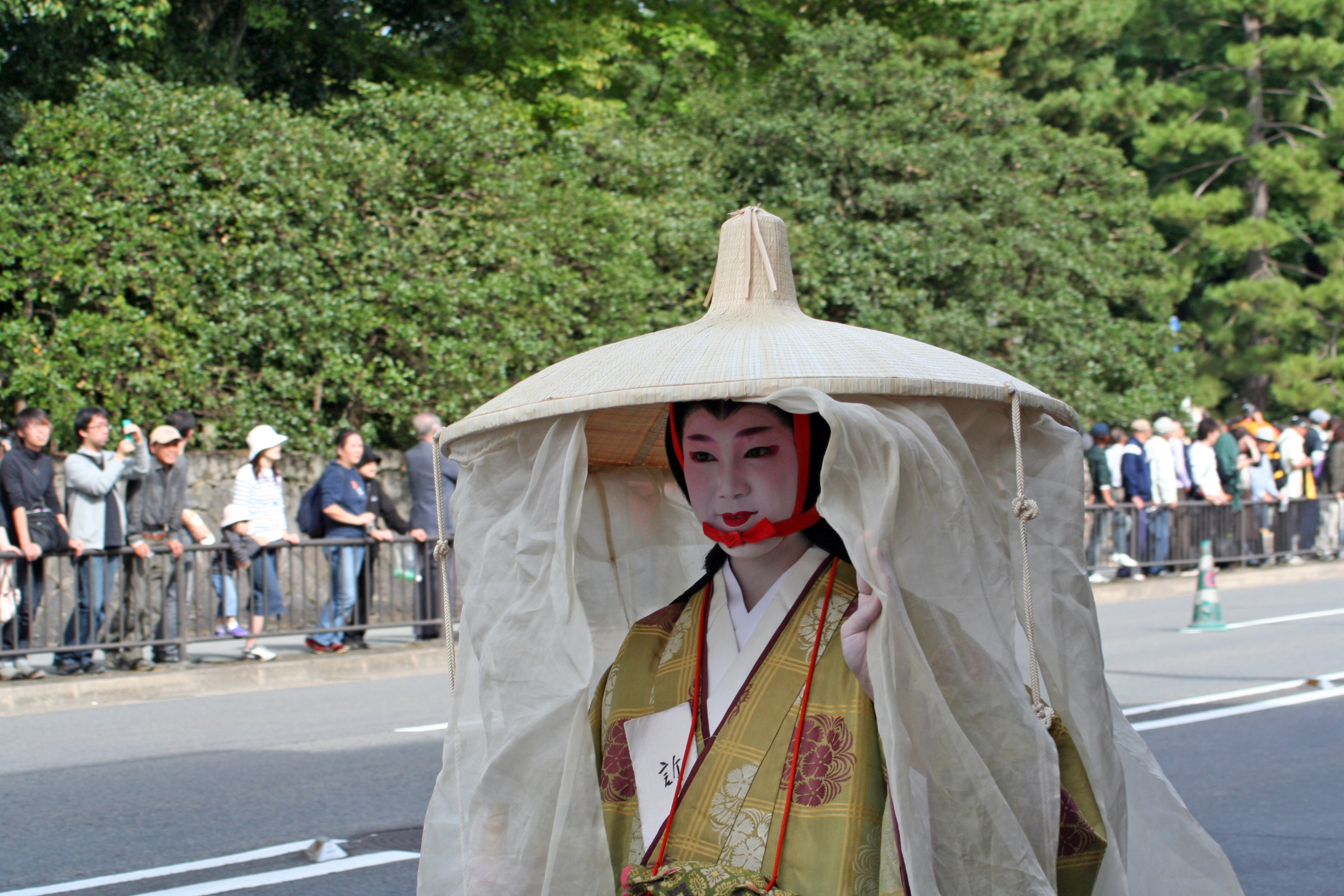
市女笠

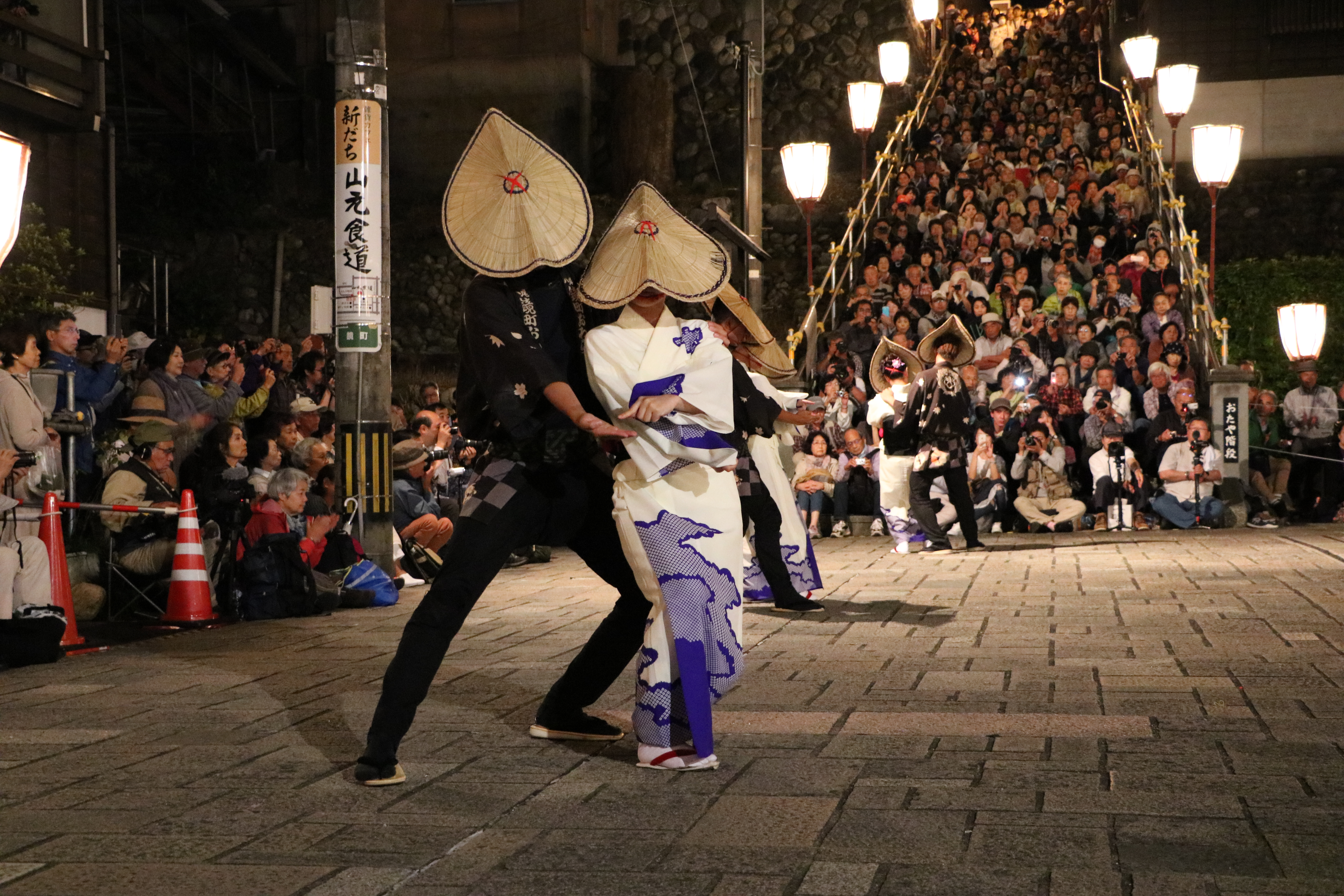
越中おわら節の鳥追笠

被り笠/かぶり笠（）
頭にかぶって使う笠。柄がついていて手で持って差す傘を意味する「差傘/差し傘（）」「手傘（）」の対義語。
男笠（）
男性用の被り笠を総じていう。
女笠（）
女性用の被り笠を総じていう。花笠の多くは女笠であるが、例外も少なくない。市女笠も女笠であるが、例外はある。鳥追笠は、当初は性別を問わないものであったが、もっぱら女笠として発展していった。三度笠は当初は女笠で、それゆえに深く被る作りであったが、男笠に置き換わり、女笠としては廃れていった経緯がある。加賀笠は女笠ならではの優美さが特徴となっている。
雨笠（）
雨具として使う被り笠。
陽笠（）
日除けに使う被り笠。
装飾笠（）
「美しく飾り立てた笠」を意味する、現代の用語。花笠が代表例。
花笠（）
この語の第1義とする辞書と第3義とする辞書があるが、一つには、紙製の造花を笠本体や垂らした竹ひごなどに付けることで美しく飾りたてた被り笠をいい、祭礼や舞踊などに用いる。また、そこから大きく発展して多様化した各地の花笠をも指す。
市女笠（）
平安時代以降の代表的な女笠。市女（）とは市で物を商う女のことで、平安時代に都の東・西市で市人（）と共に商取引に従事した。市女笠は、市女が被る独特な形の晴雨兼用の被り笠を指して呼ぶようになったことに始まる。
平安時代末期の特に院政期に流行した装飾経の一つである扇面法華経冊子の下絵には、京の町に並ぶ間口一間の小さな店で様々な物を売る市女達と、市女と思しき市女笠を被った女性が店に立ち寄る様子が描かれており、最古級で良質の史料として注目されている。
平安時代中期以降には上流階級の女性が外出時に用いるようになり、雨天の行幸供奉で公卿も用いるようになったが、これらの市女笠を指して、深く窄んだ形あるいは局を語源とする「窄笠（）」「壷笠（）」「局笠（）」という名称も生まれた。
被り笠を図案化した家紋である「笠紋」は、一部の例外を除いて、多くが市女笠を図案に採り入れたものである。
季語としての「市女笠」は、夏の季語。「編笠」を親季語とする子季語の一つ。

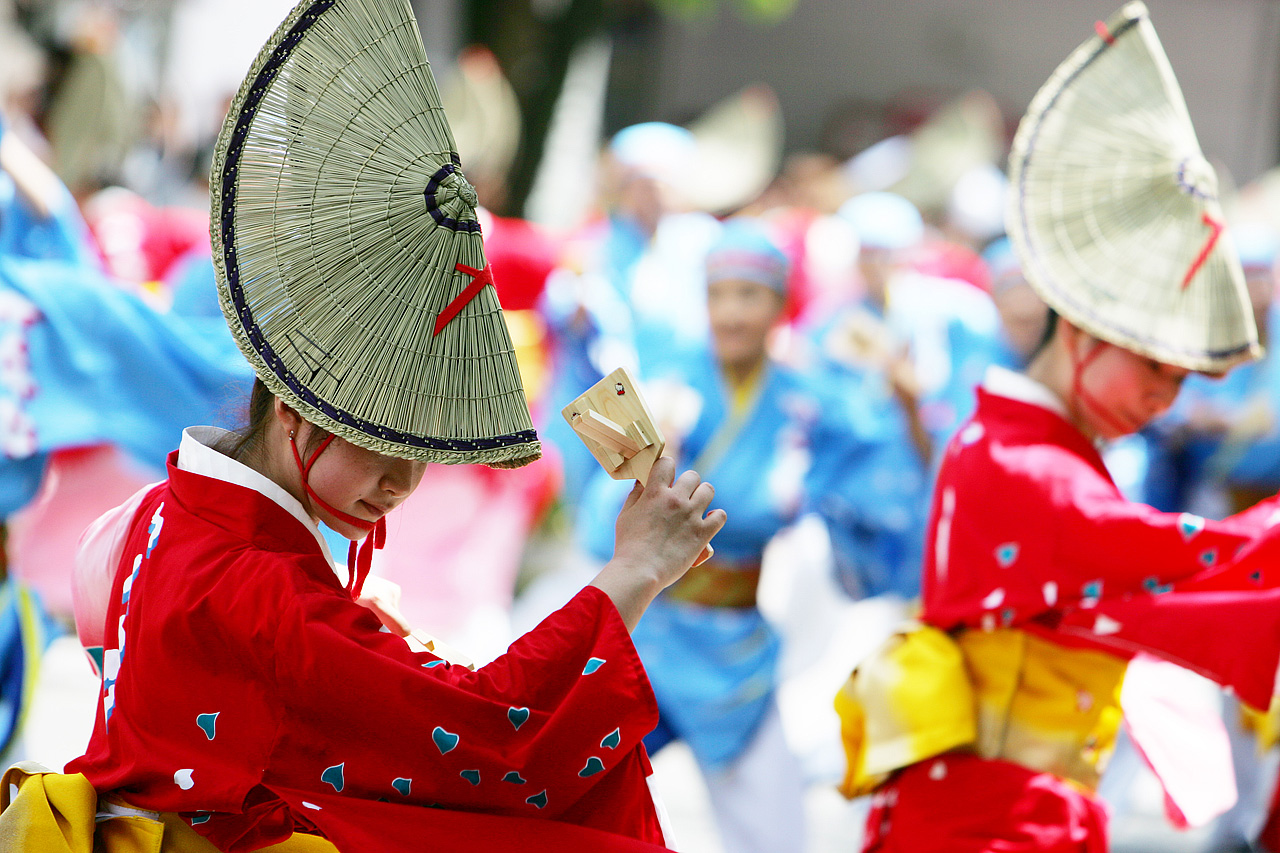
阿波踊りの鳥追笠

鳥追笠（）
元々は田畑を害する鳥を追い払う東日本の正月行事「鳥追」で、鳥を追い払う人が被っていた笠である。折編笠の一種。
江戸時代になると三味線を弾いて新年の門付をする女芸人である「鳥追女」の風俗に取り込まれて広まり、芸事を行う女の被り物として定着していった。現代では阿波踊りの踊子が被っている笠のイメージが強いが、これも鳥追女の流れを汲んでいる。

唐人笠（）
南蛮人が被る帽子。祭礼で唐人囃子などを行う時に被る笠。中央が高く尖っており、頂に紅い布が付いている。唐人飴の売り子もこれを被った。
陣笠（）

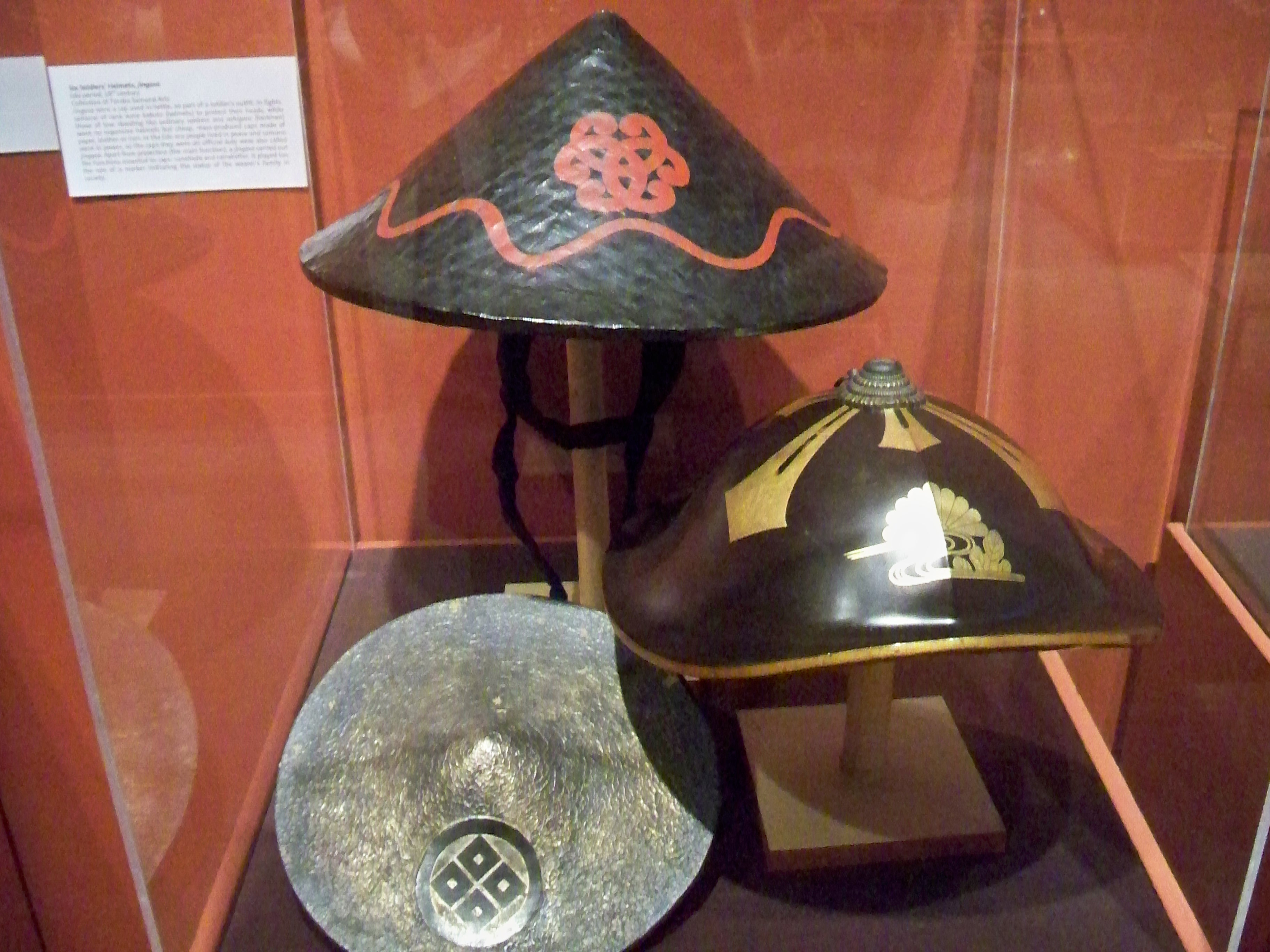
陣笠

日本の戦陣所用の被り笠。室町時代以降、陣中で主として足軽・雑兵などが用いた。薄い鉄または革で作り、漆を塗った笠で、兜の代用としたもの。
端反笠（）
端が反り返った形の陣笠。張笠の上に油・渋（柿渋）・漆などを塗り仕上げ、定紋を付けた笠。
車笠（）
陣笠の一種。戦国期に上杉謙信が考案したとされる鉄笠で、頭頂の内側に車輪がついており、鉄砲玉が当たると、笠が回転し、受け流す仕組みとなっており、兜と同様、何枚かの板金を重ねて鋲でとめる構造をしている。
騎射笠（）
江戸時代の武士が、騎射や馬での遠行の時に用いた、竹などを材に網代に編んだ笠。縁が反っている。のちには平時の乗馬用にもなった。

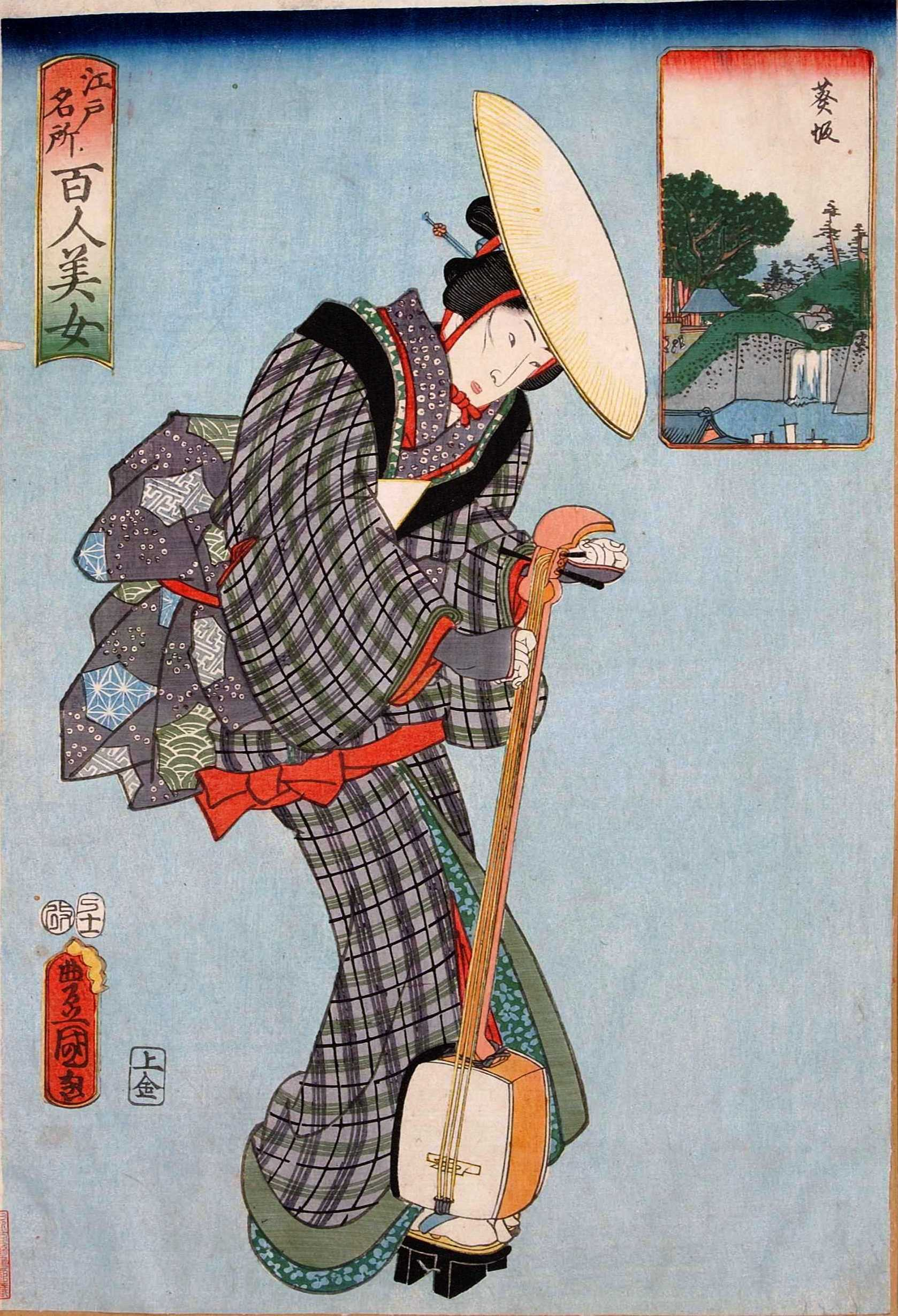
歌川国貞 浮世絵美人画『江戸名所百人美女 葵坂』一文字笠。

一文字笠（）

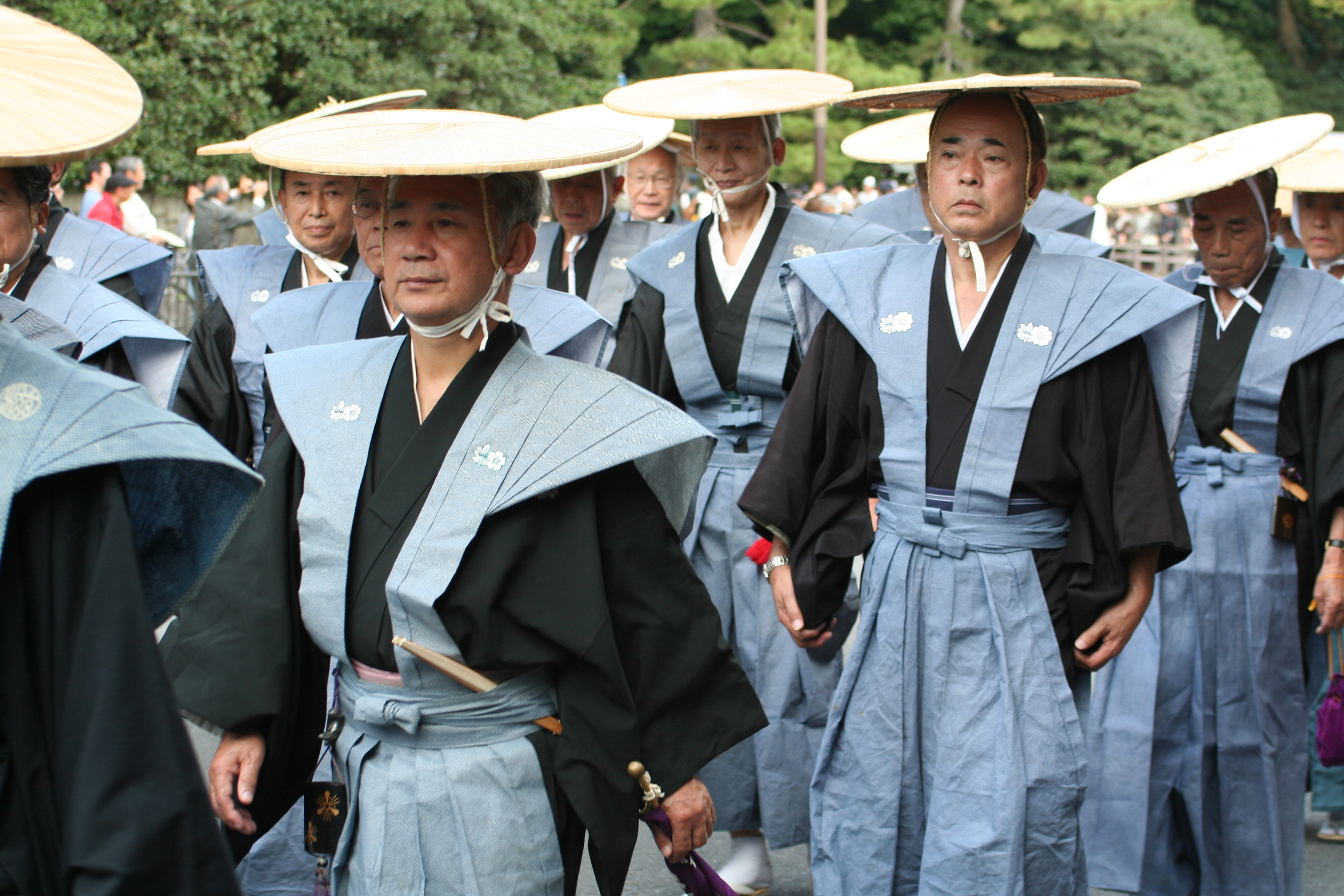
一文字笠（殿中）。時代祭で大名行列の侍に扮する人々。

一つには、円形に編んで二つ折ると頂が「一」の文字のように平らになる、門付の女芸人らが踊りなどに用いた被り笠。一文字ともいう。
一つには、武士が遠行や行列をする時に被った笠。殿中（）ともいう。
韮山笠/韭山笠（）

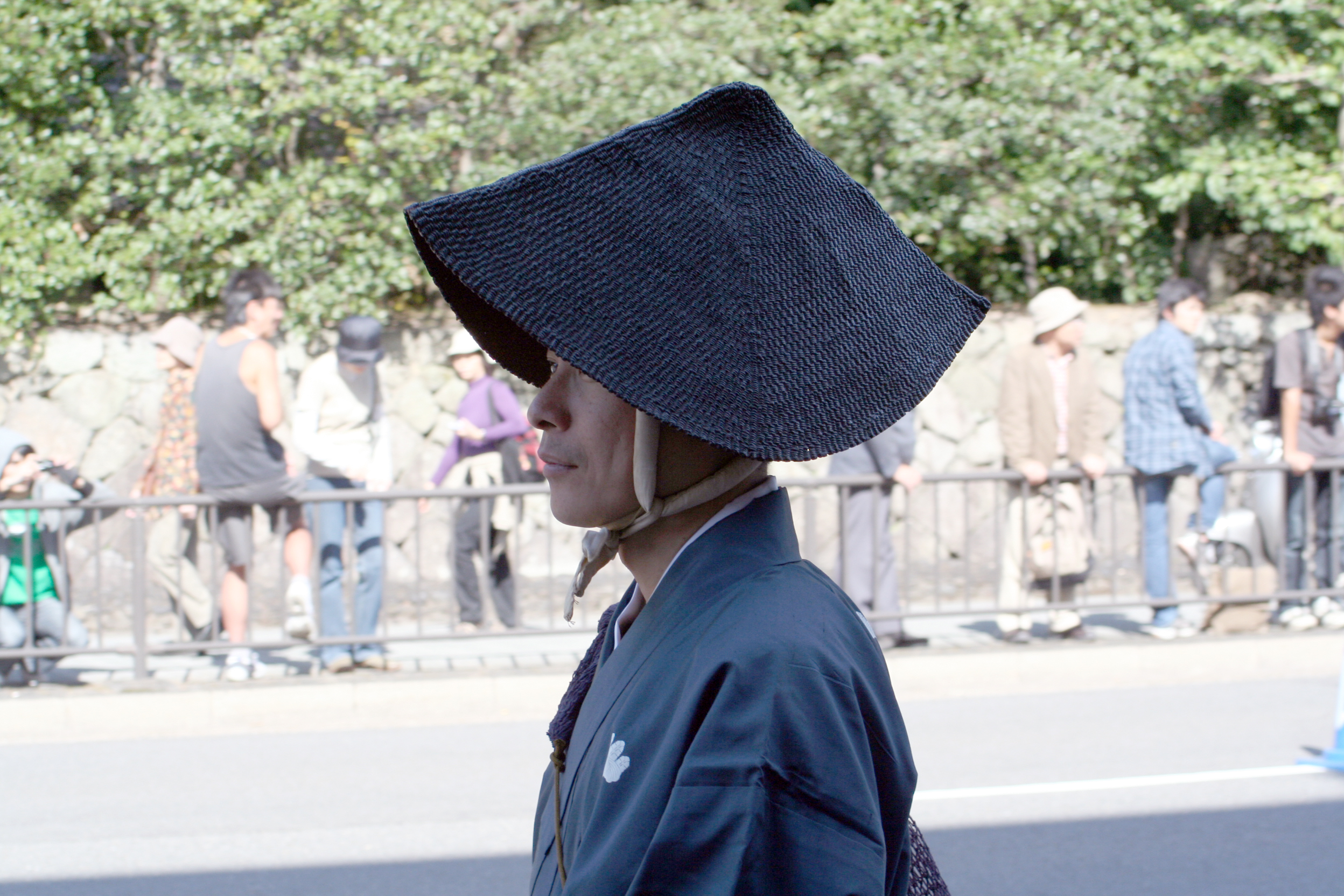
韮山笠。時代祭で幕末の幕府軍の砲兵に扮する人。

江戸幕府の伊豆韮山代官所の世襲代官・江川太郎左衛門が考案し、幕末に用いられた笠。江川太郎左衛門の門人らが被ったことからその名がある。幕末戦争の際に幕府軍の歩兵の士卒が多くかぶった。
観世小縒/観世紙縒（）で編笠を作り、その上に黒漆を塗り、定紋を付けた笠。農兵が用い、傭兵用でもあった。藪潜（）ともいう。採用時に歩兵が扱う小銃が傘に当たらないように、側面が削がれている。これは西洋軍隊の三角帽子・二角帽子と同じである。また容易に折り畳むことができた。
托鉢笠（）
日本の托鉢僧が被ることの多い笠。多くは網代笠が用いられる。真横から見るとシルエットはなだらかな丘のように丸く、遍路笠の三角形とは異なる。
遍路笠（）
遍路者が被ることの多い笠。多くは網代笠であるが、材も形も数種類あり、商品名にしても、最も多い「菅笠」のほか、「竹笠」「遍路笠」「網代笠」「檜笠」など様々である。
最も一般的なものの場合、真横から見たシルエットに丸みがある托鉢笠と違って、頂部は尖っており、真横から見ると三角形である。つまり、全体の形はやや扁平な円錐である。ただし、托鉢笠と同じ丸い形の遍路笠も無いわけではない。頂部から放射状に梵字・経文などが墨字で記されており、それも意匠の一つになっている。托鉢笠でも墨字の書かれていることはあるが、遍路笠のように必ずではない。
なお、西国巡礼の場合に必ず「同行二人（）」と記されているのは、四国遍路における一人巡礼は自身と弘法大師（空海）の二人旅を意味しているが所以である。
富士笠（）
富士山の登拝者が被る笠。他に、農作業や雪中作業でも用いられる。
全体の形は背の低い円錐であるが、富士山の山容を模して頂部は尖らせず、平らな形に整えてある。頂は編み材の結束点であるが、富士笠ではこの結束箇所から材を放射状にほんの少しだけ突出させる形もある。完全に平らな形のものにも結束部は当然あるが、材を綺麗に寝かせてあるために目立たず、富士の山容を完璧に模している。遍路笠とは違って、出荷時・購入時に既に墨字が書かれているということは無い。
虚無僧笠（）

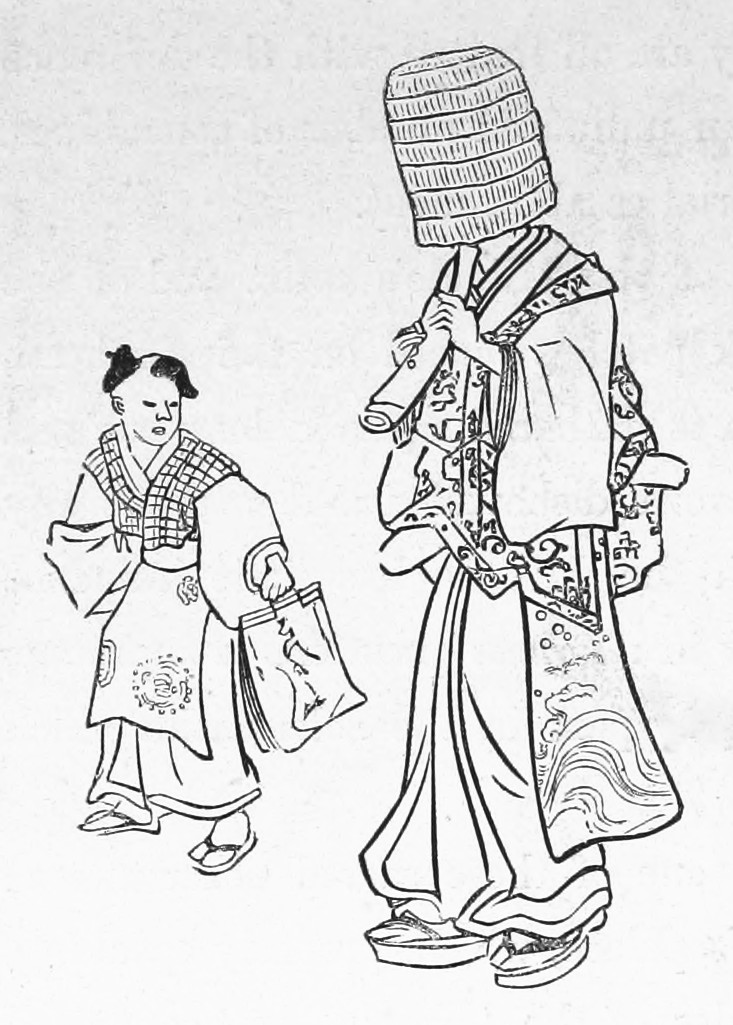
円筒形・深編の虚無僧笠を被った虚無僧（右）

虚無僧の被る編笠。古くは熊谷笠であったが、時代が下ると背の高い円筒形の深編笠に置き換わっていった。
熊谷笠、薦笠/菰笠（）、天蓋（）、虚無僧編笠（）ともいうが、「熊谷笠」は早期の虚無僧笠に限り、「天蓋」は深編笠に置き換わってからの名称である。「薦笠/菰笠」は虚無僧の別名である「薦僧/菰僧（、こもぞう）」から来ている。
初出は随筆『むかしむかし物語』に見られる記述延宝の頃熊谷笠 薦僧笠抔時花て 八分ぞりはやるの「熊谷笠（）」。
浪人笠（）
浪人の被る笠。独特の形状をもつ深編笠を指すことが多い。
褄折笠（）
本来は女性用であった三度笠が男性用に置き換わった後、女性用であった昔の三度笠をこの名で呼ぶようになった。

### 形状別
平笠（）
浅くて上部の平たい笠。
尖笠（）
中央の巾子（）を尖らせた風流笠。
三角笠（）
円錐の形をした笠。
とんがり笠（）
尖りの強い三角笠。
折編笠/折編み笠（）
二つ折りにした編笠。鳥追笠が典型。
深編笠/深編み笠（）
顔を隠すように深く作った編笠で、武士や虚無僧が人目を避けるために用いた。虚無僧の用いる深編笠は天蓋（）ともいう。
初出は井原西鶴の浮世草子『好色二代男』巻7 に見られる記述深編笠に竹杖。
天蓋（）
虚無僧の用いる深編笠。転じて、虚無僧をも指す。
初出は俳諧論書『毛吹草』巻6に所収の句天蓋（）とあれこそいはめ月の笠　─昌意。
熊谷笠（、くまがえがさ）
武蔵国大里郡の熊谷宿界隈（現・熊谷市中核）で産した深編笠。擂鉢（）を伏せたような形の笠で、虚無僧、医師、人目をしのぶ武士などが被った。熊谷籠（）ともいう。
初出は井原西鶴の役者評判記『難波の㒵は伊勢の白粉』巻2 に見られる記述うはかぶりになっておのれをたかぶり思日もよらぬ熊谷笠（）のしゅかう。
季語としての「熊谷笠」は、夏の季語。「編笠」を親季語とする子季語の一つ。
桔梗笠（）
祭礼や踊りなどで被る飾り笠。桔梗（）の花を伏せた形を模しており、各花弁の先端は尖らせて赤・黄・青など極彩色を施してある。
加賀笠（）
加賀国で産した菅笠。町家の女房や比丘尼などが外出時に用いた。加賀菅笠（）ともいう。
ざんざら笠（）
編み上げた菅（）の端を切り揃えずに笠の頂にそのまま飛び出させた形の、菅笠。笠の頂で1株の草が茂っているような形になる。
江戸時代に宿駅の馬子や駕籠舁（）などが用いた。頂部に造花を挿して祭礼時に用いることもあった。
三度笠（）
江戸時代に三度飛脚が用いたことからその名で呼ばれる、菅笠の一種。
当初は女笠で、顔を隠せるよう深く被れる作りになっていて、この特徴から「大深（）」と呼ばれていた。その後、男性が用いるようになると女笠としては廃れていった。飛脚や行商人などが多く用いた。女笠であった頃のこの笠は「褄折笠（）」と呼ばれる。
饅頭笠（）

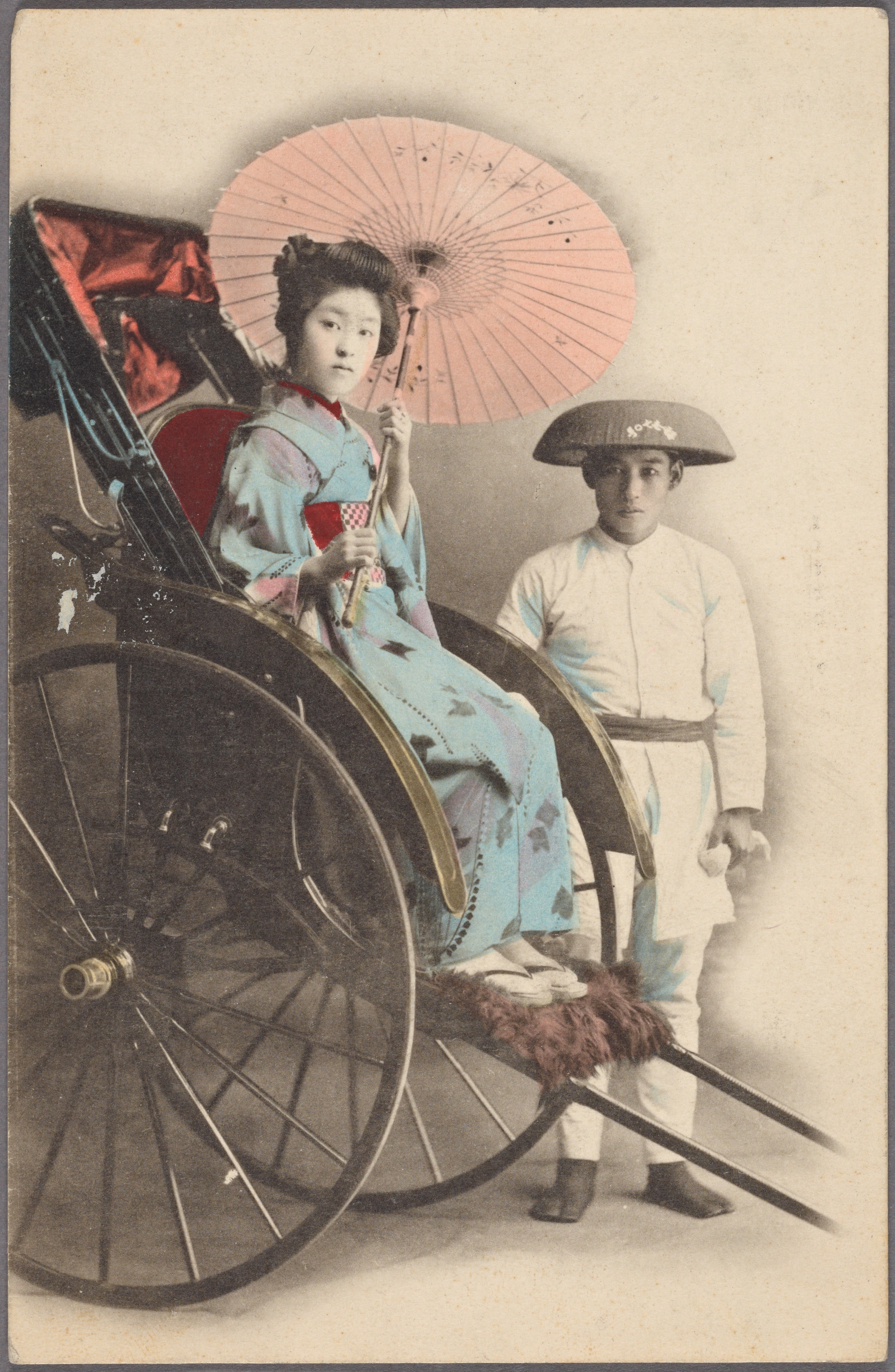
明治時代後期の手彩色絵葉書。人力車夫は饅頭笠を被っている。

頂が丸くて浅い笠で、饅頭の上半分を切ったような形をしていることからその名がある。籐・菅・竹などを主材とする。

### その他
台笠（）
江戸時代、大名行列などの際、袋に入れて長い棒の先に付けて小者に持たせた被り笠をいう。
季語としての「台笠」は、夏の季語。「編笠」を親季語とする子季語の一つ。

## 笠紋
家紋としての被り笠（総称）は、笠（かさ）といい、笠紋（）ともいう。
現代でも地鎮祭で見られるように、天上から神を迎えるに当たって清浄な神域を生み出すべく四方に“竹を立てる”儀礼があり、これに由来して、神職の間で笠紋が普及していった。「一蓋笠/一階笠」ともいう基本図案の「笠」を始めとして、二蓋笠/二階笠、三蓋笠/三階笠、三つ寄せ笠、頭合わせ三つ笠、五つ市女笠、建部笠、神宮笠、丸に笠、丸に陣笠、丸に切り竹笹に笠、丸に変わり切り竹笹に笠、中輪に房付き笠、中輪に房付き二蓋笠/中輪に房付き二階笠、ほか、種類は多い。
一蓋笠/一階笠（）
市女笠を図案化した家紋。笠紋の代表紋で、笠紋の多くはこれを基本図案としている。普通は単に「笠」といい、他と区別する際に助数詞「蓋（）」を用いて「一蓋笠」といい、「蓋（）」が「階（）」に転じて「一階笠」ともいう。
二蓋笠/二階笠（）
横並び2蓋の市女笠。もしくは、縦に2蓋重ねた市女笠。最も有名なのは前者にあたる柳生笠。
柳生笠（）
大和柳生家の替紋の一つ。二蓋笠/二階笠の代表であることから、その名でも呼ばれる。
三蓋笠/三階笠（）
縦に3蓋重ねた市女笠。
頭合わせ笠（）
頂を合わせた3蓋の市女笠。
三つ寄せ笠（）
内側を合わせた3蓋の笠。笠の種類は市女笠。変わり三つ寄せ笠では、笠の種類が花笠になる。
五つ市女笠（）
頂を合わせた5蓋の市女笠。咲いた花のような図形をなす。
丸に笠（）
丸に収めた市女笠。
井桁に笠（）
井桁に収めた市女笠。
花笠（）
花笠を図案化した家紋。
編笠（）
編笠を図案化した家紋。
陣笠（）
陣笠を図案化した家紋。
足軽笠（）
陣笠の一種である足軽笠を図案化した家紋。
唐人笠（）
唐人笠を図案化した家紋。
深被り笠（）
深被り笠を図案化した家紋。